# 直列6気筒

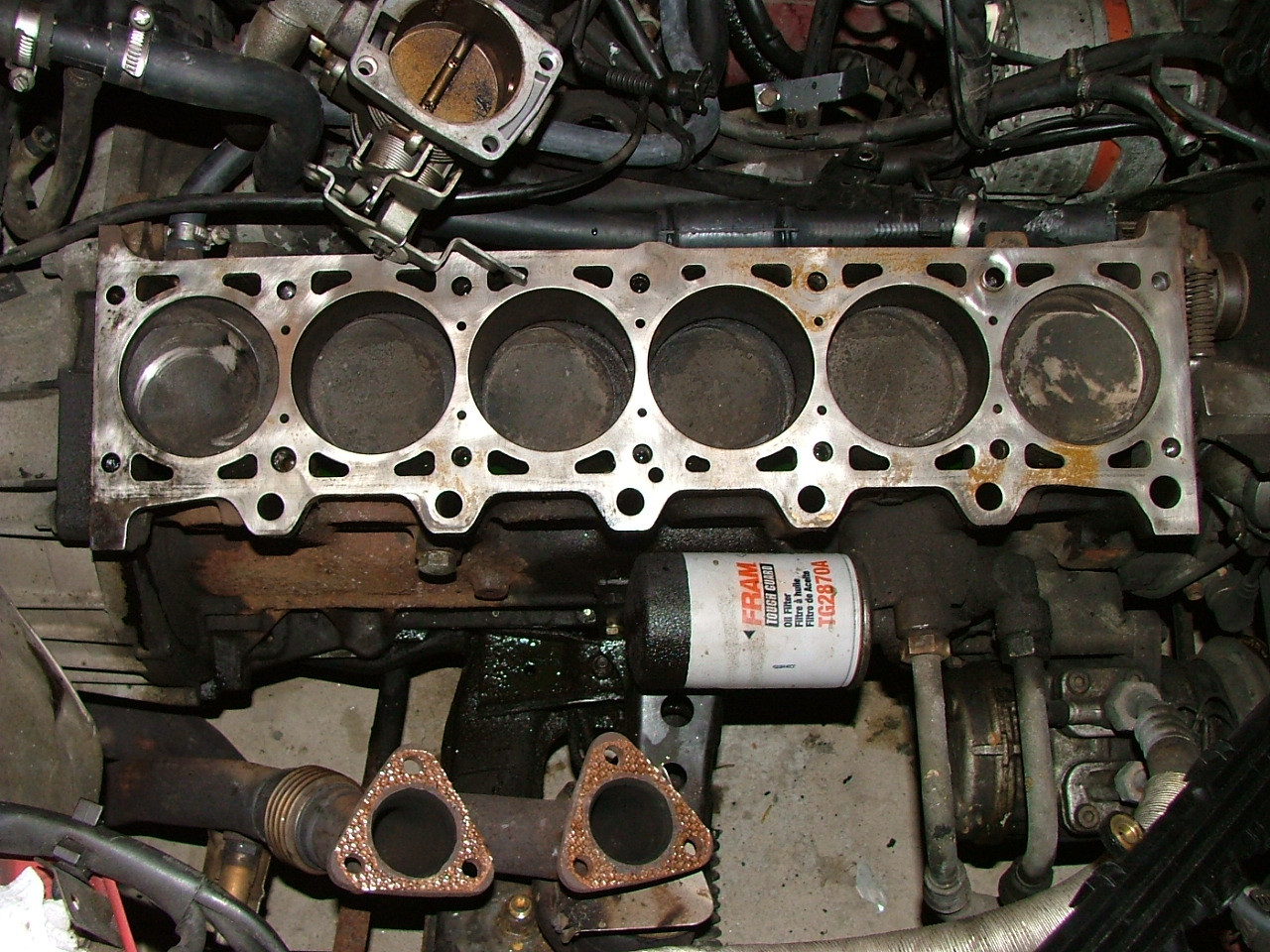
BMW M20B25エンジン

直列6気筒（ちょくれつ6きとう、英語: Inline-six engineまたはstraight-six engine）は、レシプロエンジン等のシリンダー（気筒）配列形式のひとつである。シリンダーが6つ直列に並んでいる。略して「I6」、日本では「直6」「L6」とも記載することがある。

## 特徴

### 長所
6つのシリンダー内で燃料を同時に燃焼させるとクランクシャフトに同時に負荷が掛かり、エンジン全体が反作用を受けて激しく上下に振動するため、通常は6つのシリンダーが1つずつ均等のタイミングで燃焼行程に入る。6つのシリンダーの燃焼行程の順番はクランクシャフトに掛かる負荷が均等化するように決まっており、多くは1→5→3→6→2→4の順番である。4ストローク機関では吸入、圧縮、燃焼、排気の4つの行程でクランクシャフトが2回転する。つまり、2回転 (=720°) ÷6（気筒数）=120°であるので、クランクシャフトが120°回転するたびに1つのシリンダーが燃焼行程に入ると最もタイミングよく力を取り出すことができる。
エンジンの振動の面から見ても、カウンターウエイトやバランスシャフトを用いずとも1次振動・2次振動および偶力振動を完全に打ち消すことができる構成であり、直6のバランスの良さがもたらす滑らかさは、「シルキー（絹のような）」とも形容される。
林義正は、レシプロエンジンでは振動がなくパワーも出せる直列6気筒が最良であり、理想のエンジンを作るなら直6かV12の2形式以外ありえないとしている。

### 短所
直列4気筒と比べて、大きくなるため、縦置きの場合は衝突安全面で不利になる。また、より重くなるためフロントヘビーになるとハンドリングに影響が出る。大きさが理由で、エンジンを均一に冷却するのが難しく、燃費と排ガスの面で不利となる。

### V型6気筒エンジンとの相違
現在、直列6気筒の他にV型6気筒・水平対向6気筒・狭角V型6気筒と言う4種類の6気筒エンジンが市販車用エンジンとして存在するが、水平対向と狭角V型はごく一部のメーカーだけに限られ、6気筒エンジンのレイアウトはほぼ直列かV型となっている。V型6気筒に対する直列6気筒の有利な点と不利な点には以下のことが挙げられる。
- 有利な点
  - 1次・2次振動や偶力振動が発生しないため、振動対策の仕掛け（カウンターウエイトやバランスシャフト）が不要。
  - 吸排気や熱処理のレイアウトが容易なため、ターボ化等の性能向上策がとりやすい。
- 不利な点
  - シャフト類が長くメインベアリングも増えるため、エンジンの剛性確保や軽量化、および摩擦の面で不利。
  - 全長が長くクラッシャブルゾーンの確保が難しい上、横置きが難しい事やFF車に搭載しにくいなど、レイアウト面での足枷が多い。

以上の理由から、近年の普通乗用車ではV型の方が直列より利点が優ると言う事もあり、直列6気筒エンジンは6気筒エンジンの主流の座から転落している。ただし、これらの動きはノッキング抑制のために1気筒当たりの排気量に足枷が課せられるガソリンエンジンの場合だけで、足枷のないディーゼルエンジンでは小型化優先なら直列4気筒の方が、出力優先なら直6ターボの方が都合が良い事から直列6気筒は主流である。また、ガソリンエンジンでもターボ化が容易等の利点が見直され、直列6気筒ターボエンジンでV型8気筒エンジンの代替を企図するメーカーも登場しており、衝突安全性も側面衝突に関しては大差ないなど欠点についても技術革新によって改善しつつあり、ダウンサイジング用やモジュラー化用のエンジンの候補として直6が見直されつつある。

## 自動車用

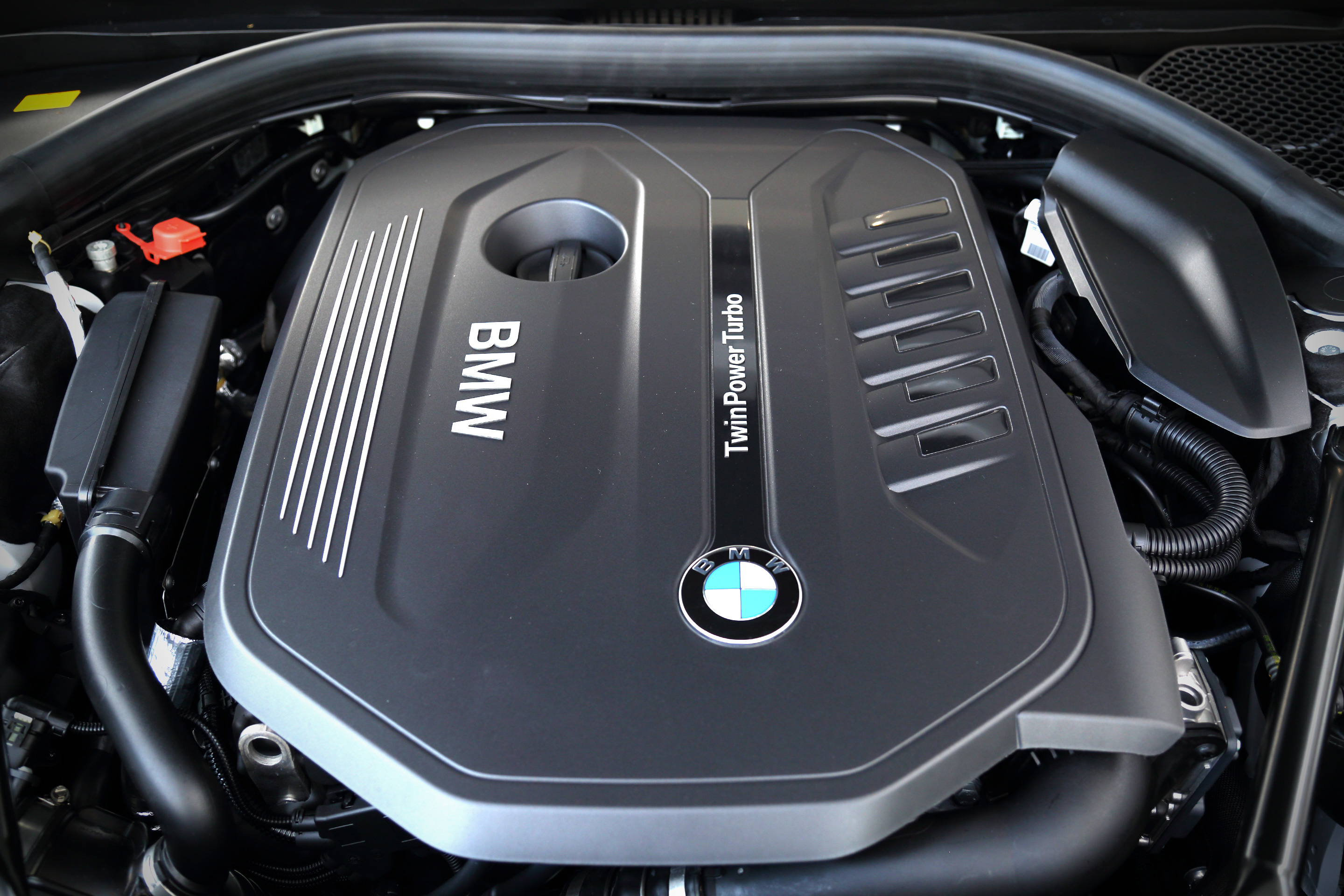
BMW・7シリーズ（6代目）の740iに搭載されている、縦置きの直列6気筒エンジン

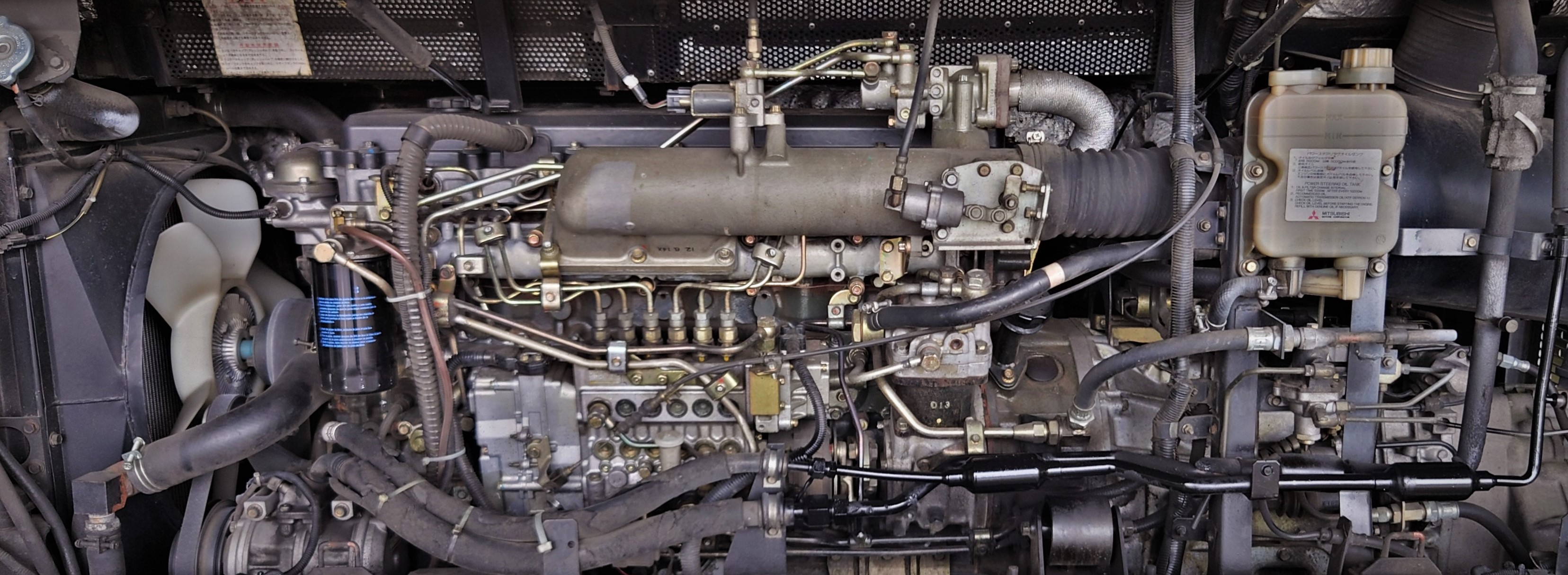
エアロミディMJ(KK-MJ26HF)に搭載されている、横置きの直列6気筒エンジン

前輪駆動方式に横置き直6エンジンを組合わせた例がかつてのBMCに存在したが、現在のボルボでは同様のレイアウトでクラッシャブルゾーンを確保している。VWヴァナゴンでは直5を横置きとしていた。また極めて直6に近い、狭角V型6気筒エンジンも採用された。
また、中・小型のキャブオーバー車では、縦置きでは長い動力列（パワートレイン）が収まりきらず、短いボンネットが必要となる。
直列6気筒を2つ並べて配置した形状のV型12気筒エンジンもバランスが良く、静粛性と高出力の両立が求められる高級車に搭載されてきたが、フォルクスワーゲングループのフォルクスワーゲン、アウディ、ベントレーなどはW型12気筒エンジンを採用し始めている。
一方、日本では1960年代から高速道路網の整備で大型商用車の高出力化が進んだが、一定速で巡航できる状況が少ない背景（距離に比して勾配の変化が大きく、信号停止、渋滞も多い）から、ピックアップ（ツキ）の良い大排気量・多シリンダーの自然吸気エンジンが好まれ、1990年代終盤までは特にダンプカーやミキサー車などの作業車のみならず、大型バスでも路線・観光を問わず、過給エンジンは極少数に留まっていた（UDエンジンに必須となるスーパーチャージャーを除く）。一方、欧州では小型で軽く、燃費や排出ガス浄化にも有利なため、インタークーラーターボ付き直列6気筒で発展してきた。また、大排気量化しても振動が少ない利点もあり、排出ガス規制の強化や将来の燃費規制を踏まえ、日本でも2000年代に入ると、大排気量も無過給も受け入れられなくなるとの予測から、新短期排出ガス規制、新長期排出ガス規制を機に、各メーカーともターボ付直列6気筒に移行した。2024年の時点で生産されている自動車で、直列6気筒エンジンを搭載している現行車種は以下の通りである。

### 普通乗用車
- BMW :  2シリーズ (M240i、M2)、3シリーズ (M340i、M3)、4シリーズ (M440i、M4)、5シリーズ (540i)、7シリーズ (740i、740d)、8シリーズ (840i、840d)、X3 (M40i、M40d)、X4 (M40i、M)、X5 (35d、M50i)、X6 (35d、M50i)、Z4(M40i)
- アルピナ : ALPINA・B3、ALPINA・D3、ALPINA・XD3、ALPINA・D5、ALPINA・XD4
- メルセデス・ベンツ : Sクラス (S400d 4MATIC、S400d 4MATIClong、S500 4MATIC、S500 4MATIClong)、CLSクラス (CLS450 4MATIC、CLS53 4MATIC+)、Eクラス (E53 4MATIC+)、GLEクラス (GLE450d、GLE53 4MATIC+)、GLSクラス (GLS450d)
- ランドローバー : レンジローバー、レンジローバースポーツ、ディフェンダー　(2代目)、ディスカバリー
- トヨタ : ランドクルーザー（輸出専用モデル）、スープラ（RZ）
- マツダ・CX-60、CX-80

### トラック・バス
- UD・クオン
- 三菱ふそう・ファイター
- 三菱ふそう・スーパーグレート
- 三菱ふそう・エアロスター
- 三菱ふそう・エアロエース
- 三菱ふそう・エアロクィーン
- いすゞ・ギガ
- いすゞ・エルガデュオ
- いすゞ・ガーラ
- 日野・プロフィア
- 日野・ブルーリボンハイブリッド連節バス
- 日野・セレガ

## 自動二輪車
古くは1920年代に縦置き直列6気筒を搭載したヘンダーソン・モーターサイクルの事例が知られるが、近代的な並列（横置き直列）6気筒の初採用例は、のホンダが1964年から1967年に掛けて製造した250cc/350ccクラスのロードレーサーである。市販車両としてはイタリアのベネリが1972年から1989年に掛けて発売したベネリ・セイが初めてこの形式を採用した。ホンダも市販車として1978年に空冷DOHC4バルブのCBX1000として開発。海外専用モデルとして量産・輸出が開始された。また同年にはカワサキから水冷DOHC2バルブのKZ1300が発表され、輸出が開始された。CBX1000は1982年、KZ1300も1989年には輸出販売を終了し、その後は2005年にコンセプトモデルとしてスズキからストラトスフィアが発表されたのみで、2016年現在日本のオートバイメーカーには直列または並列6気筒が採用された車種は存在しない。海外メーカーでは、2011年よりBMWモトラッドから大型ツアラーのK1600 GT/GTL/Bが発売されている。BMWの6気筒エンジンは2009年のミラン・モーターサイクルショーにて出展されたスポーツコンセプトモデル、BMW・コンセプト6で初公開され、その後ツアラーであるBMW・Kシリーズの最上位モデルのエンジンとして一般発売に至ったものである。

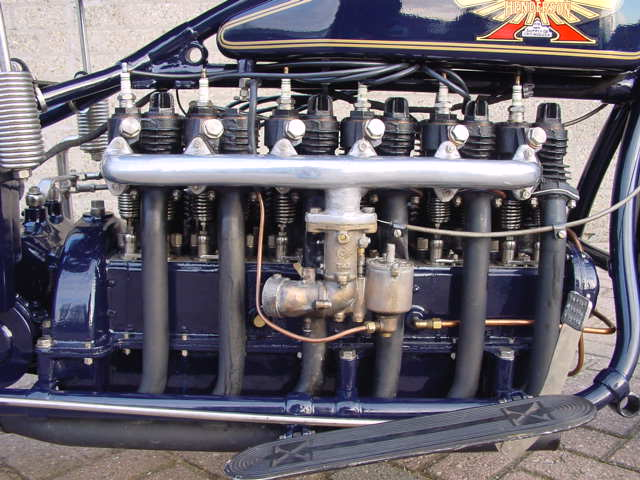
1926年式ヘンダーソン・デラックス・スーパー6の縦置き直列6気筒
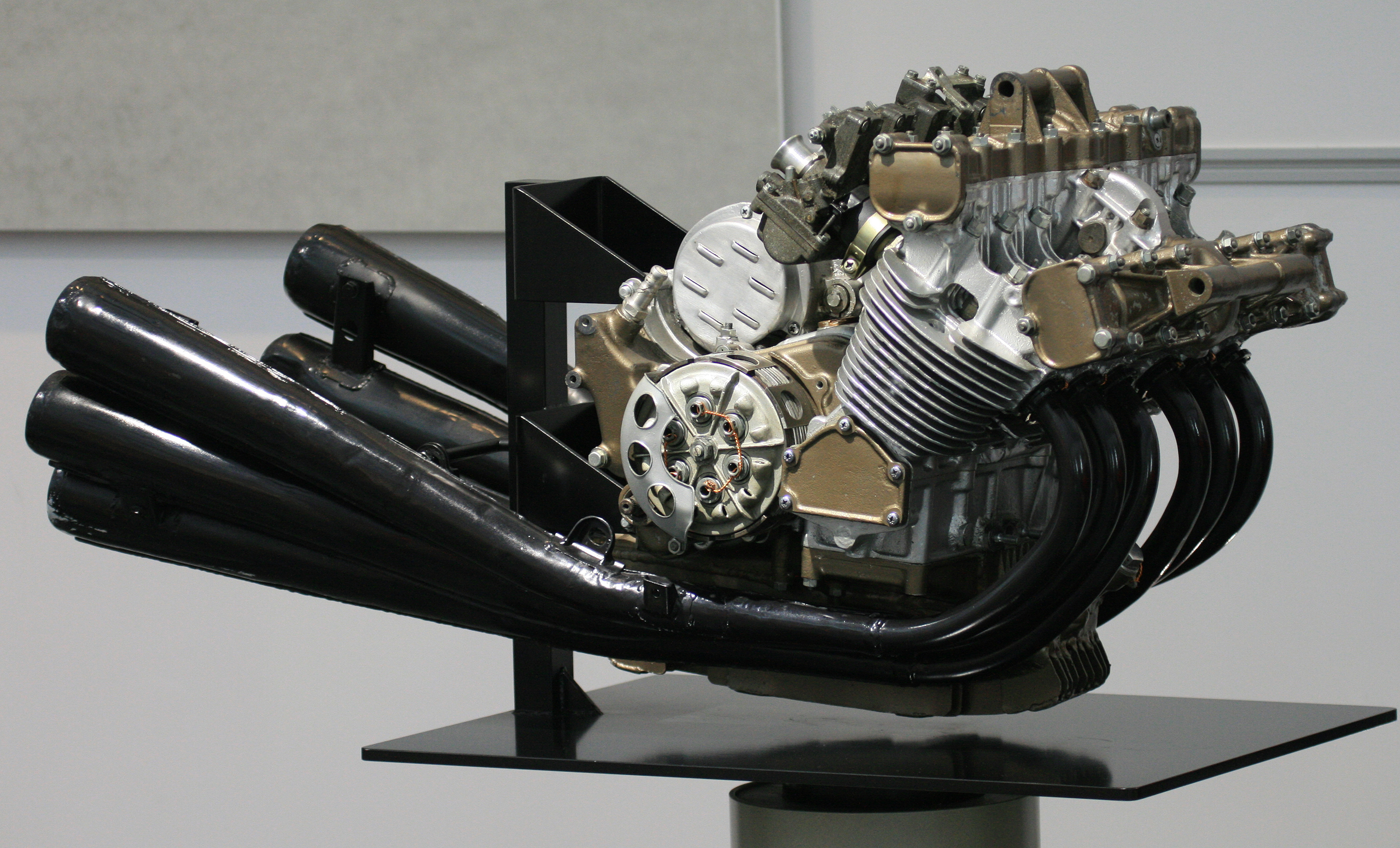
1964年式ホンダ・RC165ロードレーサーの250cc直列6気筒
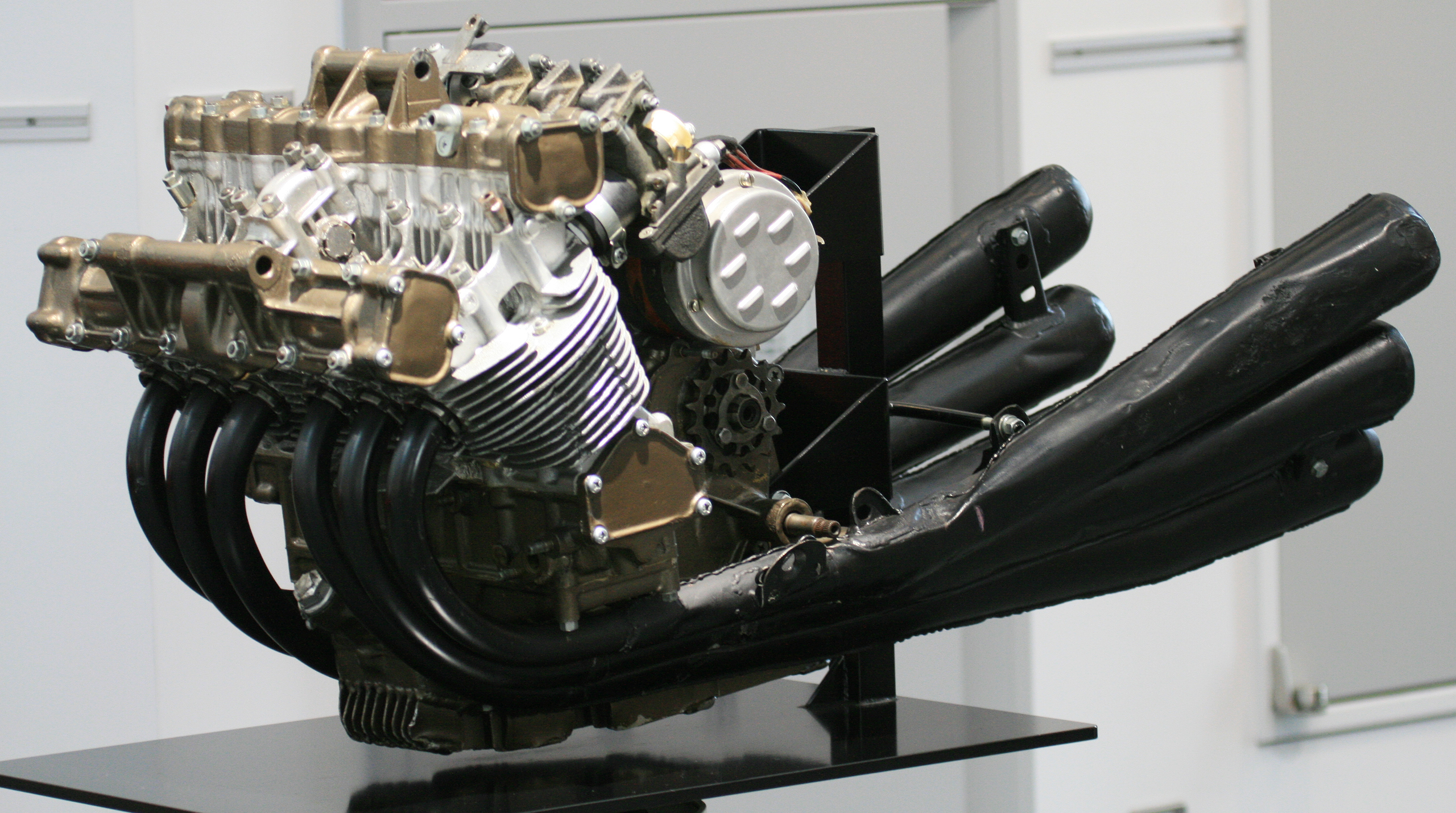
1967年式ホンダ・RC174ロードレーサーの297cc直列6気筒
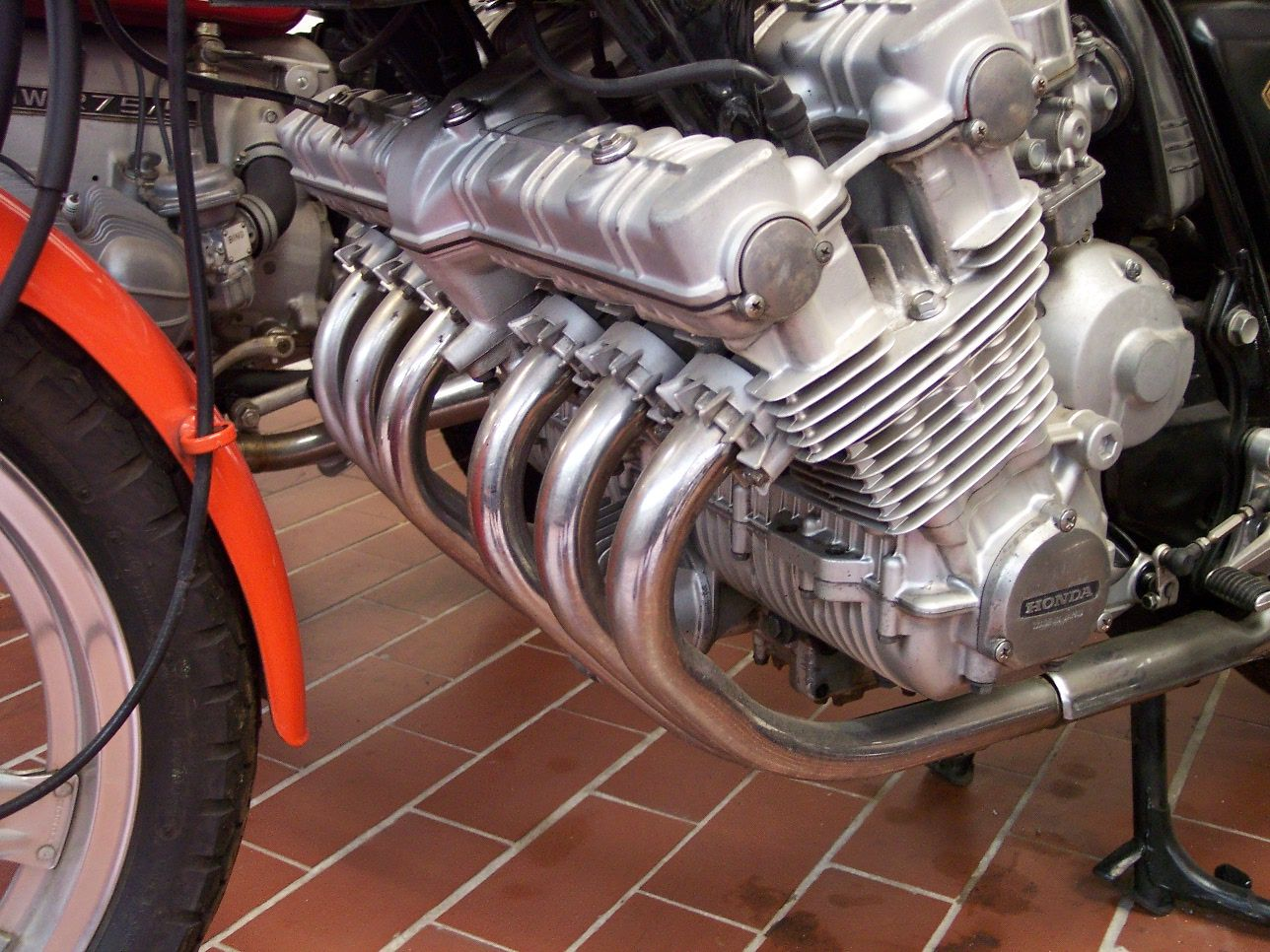
1978年式ホンダ・CBX1000に搭載された空冷横置き直列6気筒
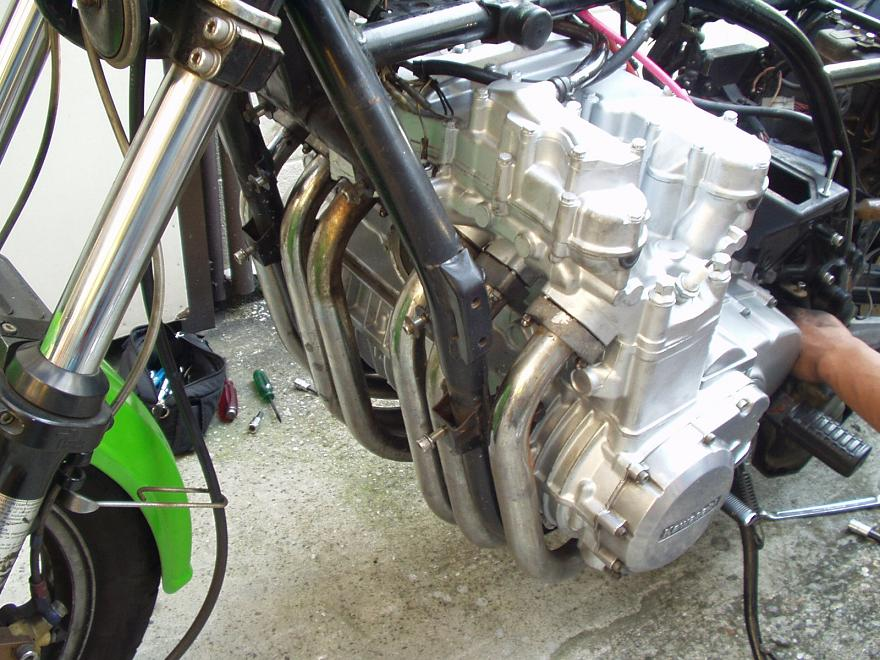
1981年式カワサキ・Z1300(A3型)の水冷横置き直列6気筒
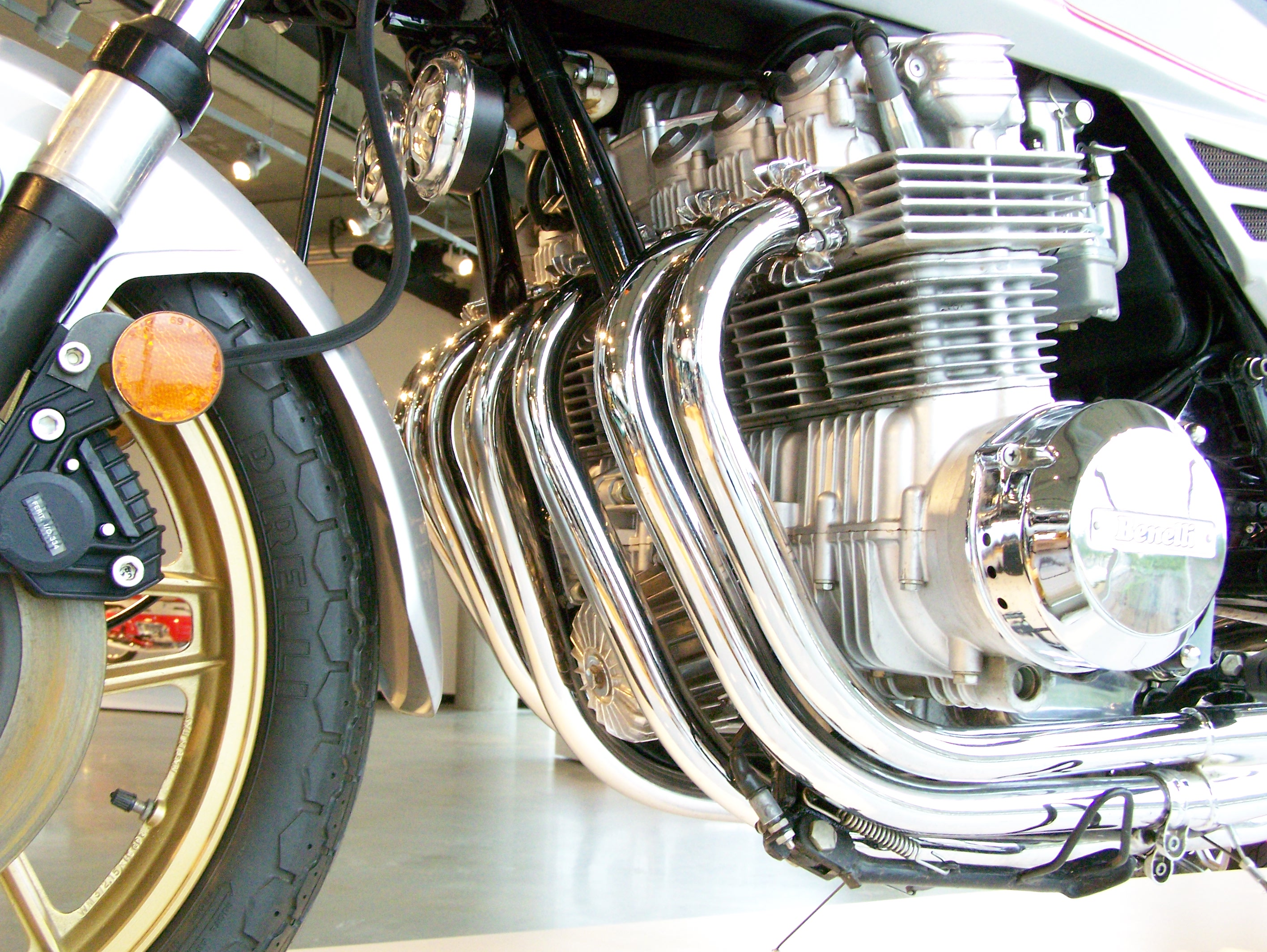
1983年式ベネリ・セイ900の空冷横置き直列6気筒
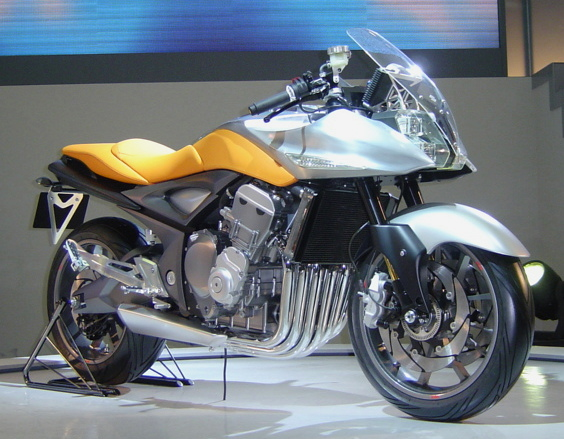
第39回東京モーターショー(2005年)出展のスズキ・ストラトスフィア。水冷横置き直列6気筒搭載。
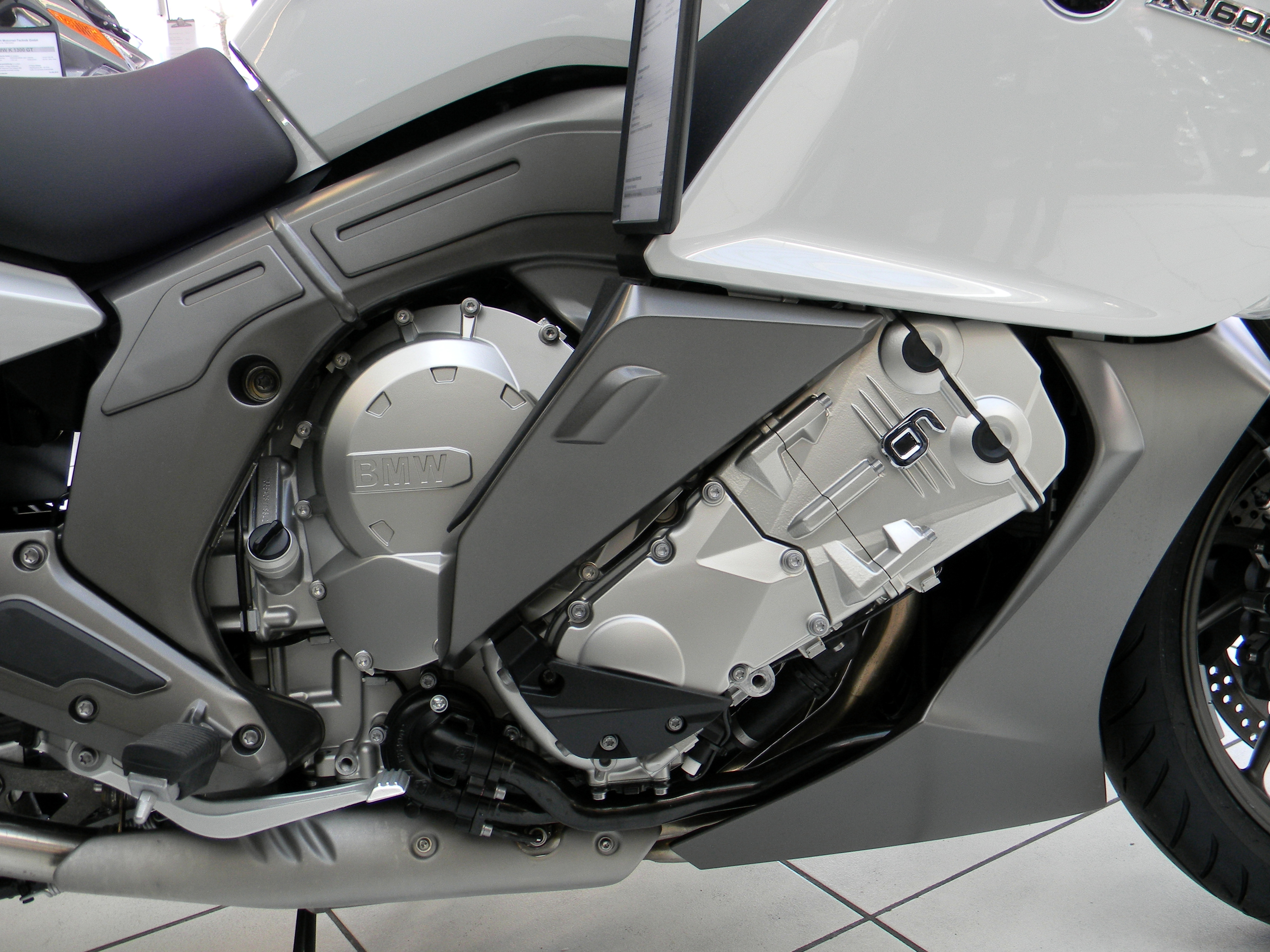
2011年式BMW・K1600GTの水冷横置き直列6気筒

## 鉄道車両
- コマツ
  - DMF11系エンジン
  - DMF15HZ系エンジン
- 新潟鉄工所→新潟原動機
  - DMF13系エンジン (2代)
  - DMF18HZ系エンジン[5]
- カミンズ
  - DMF14系エンジン
  - FDMF9Zエンジン（日本貨物鉄道のHD300形ディーゼル機関車で採用された）